# Wijken en buurten in Loenen
De voormalige Nederlandse gemeente Loenen is voor statistische doeleinden onderverdeeld in wijken en buurten. De gemeente was verdeeld in de volgende statistische wijken:
- Wijk 00 Loenen (CBS-wijkcode:032900)
- Wijk 01 Oud-over en Mijnden (CBS-wijkcode:032901)
- Wijk 02 Nigtevecht (CBS-wijkcode:032902)

Een statistische wijk kan bestaan uit meerdere buurten. Onderstaande tabel geeft de buurtindeling met kentallen volgens het Centraal Bureau voor de Statistiek (2008):
| CBS-buurtcode | Buurtnaam                 | Inwonertal | Opp. totaal (ha) | Opp. land (ha) | Ligging                |
| ------------- | ------------------------- | ---------- | ---------------- | -------------- | ---------------------- |
| BU03290000    | Loenen                    | 3070       | 63               | 62             | Locatie in de gemeente |
| BU03290001    | Nieuwersluis              | 290        | 88               | 78             | Locatie in de gemeente |
| BU03290002    | Slootdijk                 | 140        | 32               | 29             | Locatie in de gemeente |
| BU03290003    | Loenersloot               | 500        | 154              | 145            | Locatie in de gemeente |
| BU03290004    | Vreeland                  | 1490       | 123              | 114            | Locatie in de gemeente |
| BU03290009    | Verspreide huizen         | 740        | 1569             | 1424           | Locatie in de gemeente |
| BU03290100    | Oud-Over                  | 400        | 124              | 111            | Locatie in de gemeente |
| BU03290101    | Mijnden                   | 200        | 319              | 310            | Locatie in de gemeente |
| BU03290200    | Nigtevecht                | 1330       | 80               | 66             | Locatie in de gemeente |
| BU03290209    | Overige verspreide huizen | 110        | 180              | 161            | Locatie in de gemeente |